# Cumbre intercoreana de abril de 2018
La cumbre intercoreana de abril de 2018 (llamada en su momento cumbre intercoreana de 2018, en coreano: 2018 남북정상회담; en inglés: 2018 Inter-Korean Summit) fue un encuentro oficial entre los gobiernos de Corea del Norte y Corea del Sur, realizado el 27 de abril de 2018. Fue celebrada en el lado surcoreano del Área de seguridad conjunta, entre el presidente surcoreano Moon Jae-in y el líder norcoreano Kim Jong-un. Su eslogan fue «Paz, un nuevo comienzo» (en coreano: 평화, 새로운 시작; en inglés: Peace, A New Start).
Fue la tercera cumbre intercoreana de la historia y la primera en once años. También fue la primera vez desde la guerra de Corea que el máximo dirigente de Corea del Norte entra en el territorio de Corea del Sur. La cumbre se centró en el Programa nuclear de Corea del Norte y la desnuclearización de la Península de Corea. La reunión dio lugar a una Declaración conjunta y a dos nuevas cumbres realizadas en mayo y septiembre de 2018.

## Agenda
Los altos funcionarios de los gobiernos de las dos Coreas realizaron una reunión de trabajo el 4 de abril para discutir los detalles de la cumbre en la Casa de la Paz. La cumbre abordará principalmente la desnuclearización y la mejora de las relaciones intercoreanas para el beneficio mutuo.
A pesar de que más de 200 organizaciones no gubernamentales pidieron la inclusión de los problemas de derechos humanos en Corea del Norte, ello no estaría en la agenda de la cumbre debido a la urgencia de los temas de desnuclearización y el establecimiento de la paz en la Península coreana.

## Desarrollo

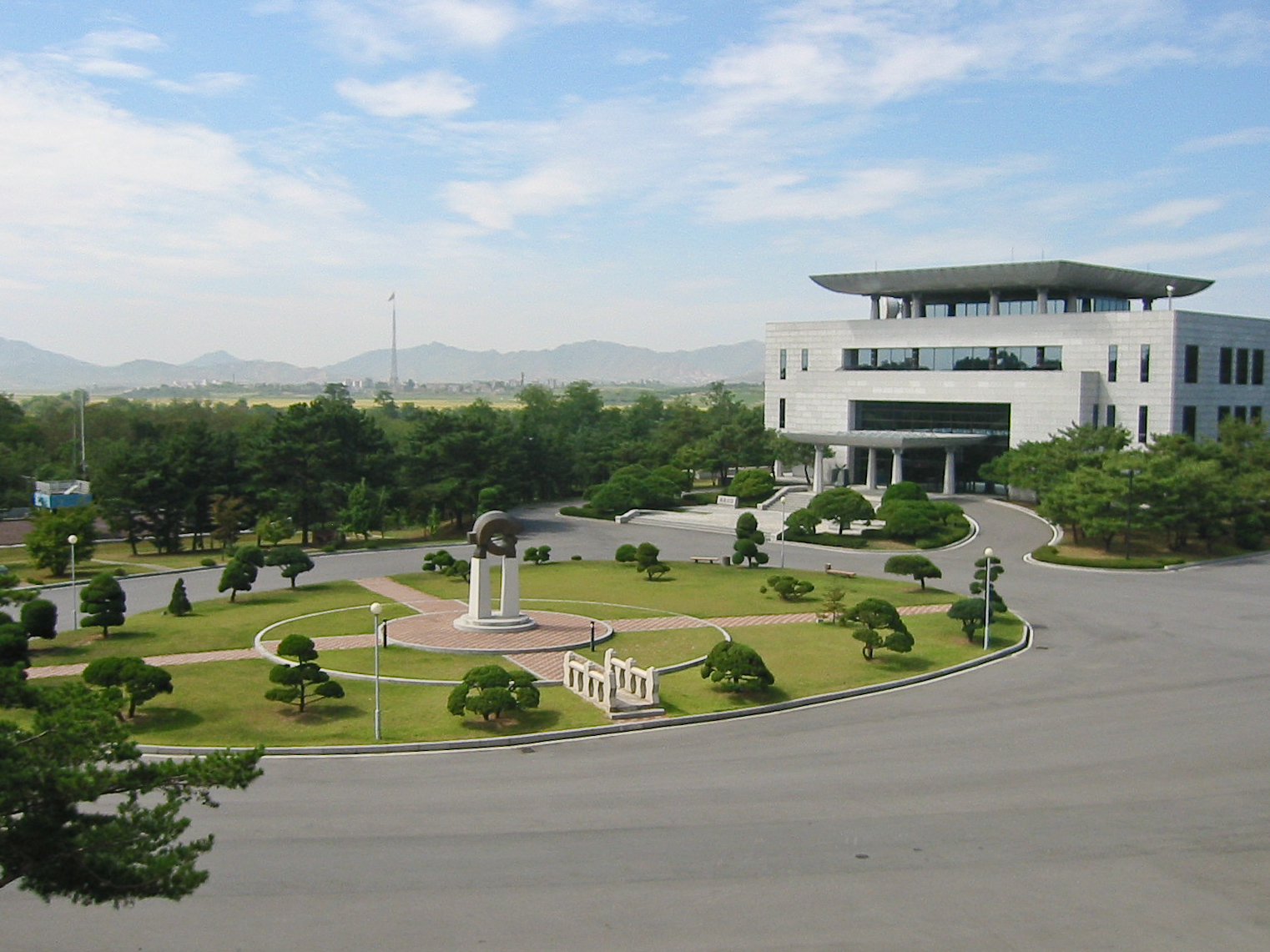
Casa de la Paz en Panmunjom, lugar donde se realizó la cumbre.

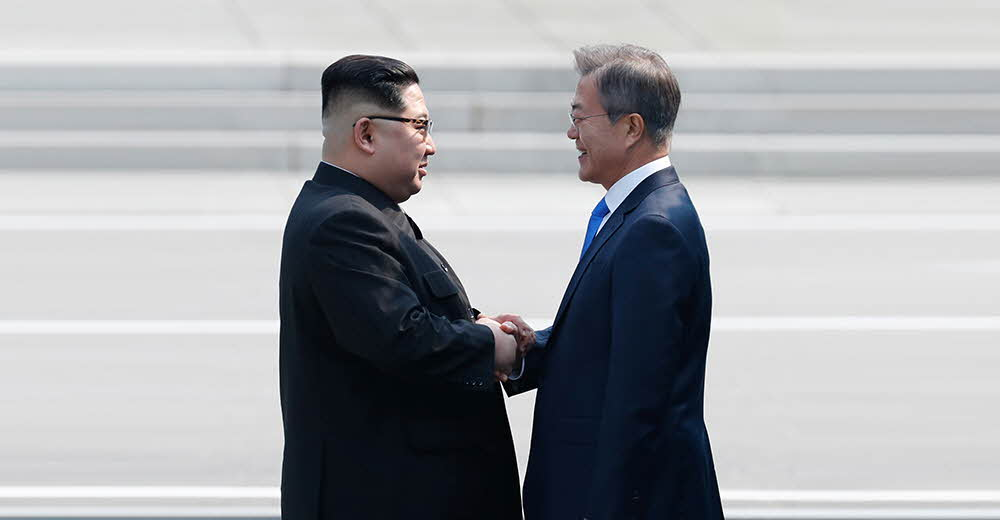
El líder supremo de Corea del Norte Kim Jong-un (izquierda) y el presidente de Corea del Sur Moon Jae-in (derecha) estrechan manos en el Área de seguridad conjunta.

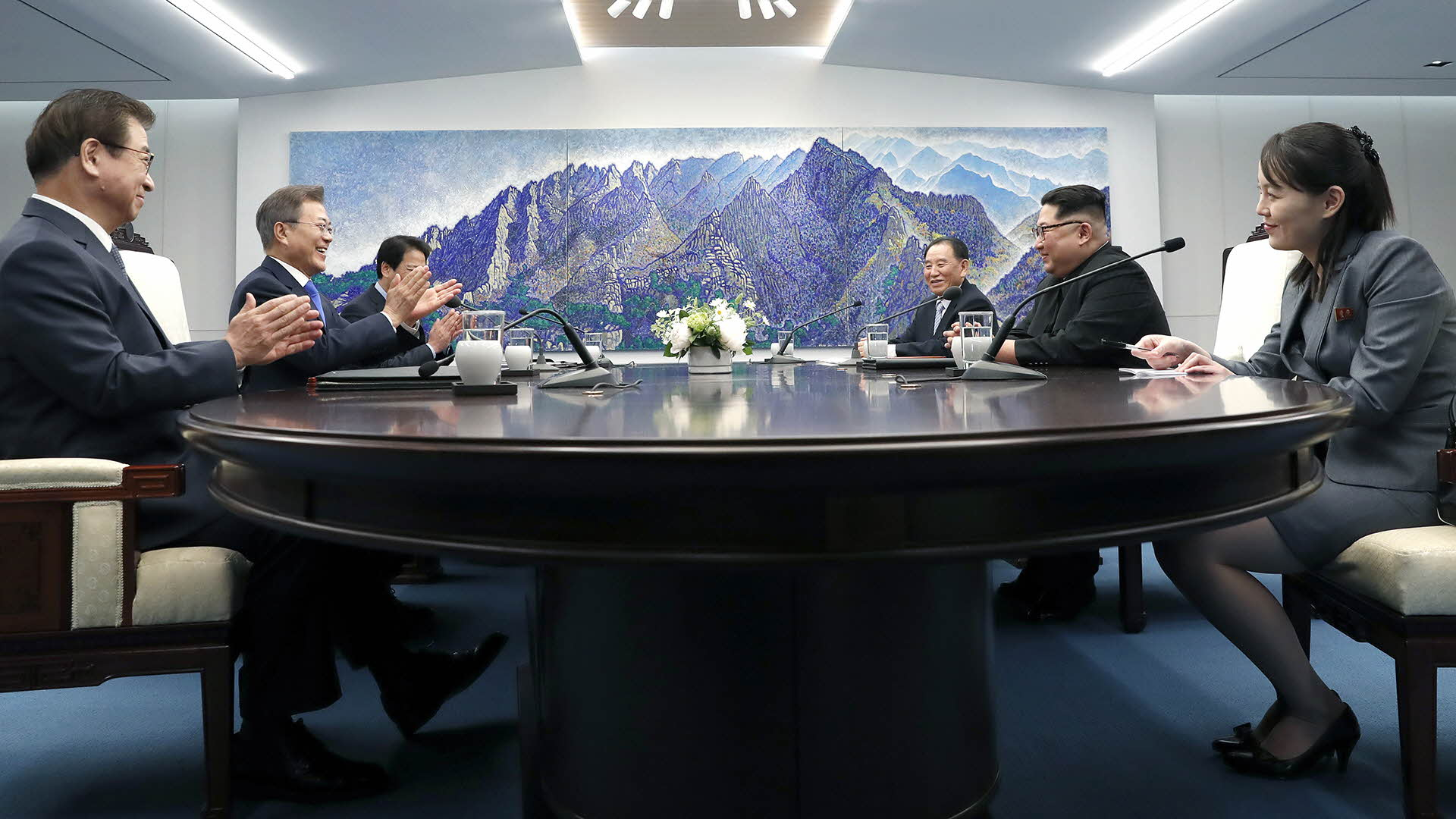
Los líderes de ambos países y otros dirigentes durante las conversaciones en la Casa de la Paz.

La Casa de la Paz, localizada justo al sur de la línea de demarcación militar en el Área de seguridad conjunta de Panmunjom, fue el lugar elegido para la cumbre por Corea del Norte, de entre las propuestas realizadas por Corea del Sur.
La reunión fue la primera visita del líder de Corea del Norte al territorio del Sur. El primer saludo entre ambos líderes, realizado en la línea de demarcación en el Área de seguridad conjunta, fue televisada. Inicialmente los dirigentes se dieron la mano desde sus respectivos países, luego Kim Jong-un traspasó la frontera hacia el sur, y luego este invitó a Moon Jae-in a saludarse brevemente en territorio norcoreano, pasando la frontera tomados de la mano.
Posteriormente, ambos se dirigieron a la Casa de la Paz, donde Kim firmó el libro de visitas, escribiendo:

«Una nueva historia comienza ahora, el punto de partida de la historia y una era de paz».
Kim Jong-un.

Además de las conversaciones, ambos líderes realizaron una ceremonia de plantación de un árbol, usando tierra y agua extraída desde ambas naciones, y luego asistieron a un banquete. Muchos elementos de la reunión fueron diseñados especialmente por su simbolismo, incluyendo una mesa ovalada de reuniones que medía 2018 mm, para representar el año.

### Otros asistentes
Los dos líderes estuvieron acompañados por sus cónyuges (Ri Sol-ju y Kim Jung-sook, primeras damas norcoreana y surcoreana, respectivamente), y una comitiva de representantes compuesta por:
| Corea del Norte - Kim Yong-nam, presidente de la Asamblea Suprema del Pueblo - Kim Yo-jong, directora de Propaganda y Agitación, hermana de Kim Jong-un - Kim Yong-chol, vicepresidente del Partido del Trabajo - Choe Hwi, vicepresidente del Partido del Trabajo - Ri Son-gwon, presidente del Comité por la Reunificación Pacífica del País - Ri Myong-su, jefe del Estado Mayor del Ejército Popular de Corea - Ri Yong-ho, ministro de Relaciones Exteriores - Ri Su-yong, vicepresidente del Partido del Trabajo - Pak Yong-sik, ministro de las Fuerzas Armadas | Corea del Sur - Chung Eui-yong, asesor de seguridad nacional - Suh Hoon, director del Servicio de Inteligencia Nacional - Cho Myoung-gyon, ministro de Unificación - Im Jong-seok, secretario jefe de la Presidencia - Song Young-moo, ministro de Defensa Nacional - Kang Kyung-wha, ministra de Relaciones Exteriores - Jeong Kyeong-doo, presidente del Estado Mayor Conjunto |

## Reuniones posteriores
Durante 2018, el presidente Moon Jae-in y el líder Kim Jong-un se reunieron en dos otras ocasiones, en las cumbres intercoreanas celebradas el 26 de mayo, también en el Pabellón de la Unificación en Panmunjom, y entre el 18 y 20 de septiembre, en Pionyang.